# Споменик палим у народној револуцији 1941—1945.
Споменик палим у народној револуцији 1941—1945. је споменик у Београду. Налази се у централном делу Авијатичарског трга на територији општине Земун.

## Подизање и изглед споменика
Споменик је посвећен погинулим становницима Земуна који су се у Другом светском рату борили на страни партизанског покрета. Подигнут је 1954. године као дело Јована Кратохвила, вајара и професора Универзитета уметности у Београду. Споменичка целина се састоји од постамента и високог стуба. На доњем делу споменика налази се рељеф у бронзи на коме су приказани војници НОБ-а, а на врху је статуа жене раширених руку.
Споменик је обновљен 2009. године, пошто је био у катастрофалном стању и ишаран графитима, пре тога је био обнављан 1986. године. Обнову овог споменика је финансирала општина Земун са 850.000 динара. Иницијативу за ту обнову покренуло је неколико покрета и организација, међу њима и Покрет ветерана.
На постаменту споменика стоји следећи натпис:
„Палим у народној револуцији 1941-1945, грађани Земуна 1954.”